# Saratov Airlines
Saratov Airlines (Russisch: Саратовские авиалинии) was een Russische luchtvaartmaatschappij met haar hoofdzetel in Saratov. Van daaruit voerde zij passagiers-, vracht- en chartervluchten uit zowel binnen als buiten Rusland.

## Geschiedenis
Saratov Airlines is opgericht in 1995 als opvolger van Aeroflots Saratovdivisie die opereerde onder de naam Saratov Avia.

## Ramp met vlucht 703
Op 11 februari 2018 stortte Saratov Airlines-vlucht 703 neer, kort na het opstijgen vanaf de luchthaven Domodedovo. Alle 71 inzittenden (65 passagiers en 6 bemanningsleden) van de Antonov An-148, die op weg was van Moskou naar Orsk, kwamen om het leven.

## Vloot
De vloot van Saratov Airlines bestaat uit (februari 2018):
| Vliegtuig model    | In gebruik | Besteld | Passagiers |
| ------------------ | ---------- | ------- | ---------- |
| Antonov An-148-100 | 4          | -       | 83         |
| Embraer 195        | 2          | 2       | 114        |
| Yakovlev Yak-42    | 5          | -       | 100/120    |

De Antonov An-148's zijn geleased van Rossiya Russian Airlines.